# Chauburji

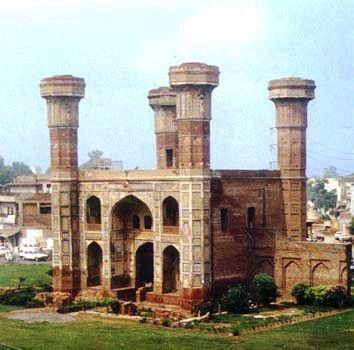

Chauburji (Urdu: چو برجی) è uno dei più importanti monumenti di epoca  moghul della città storica di Lahore,  nel Punjab, Pakistan.
Situata all'interno della città, lungo la strada che conduce a Multan, la porta del Chauburji si staglia come unica persistenza di un antico giardino risalente all'epoca moghul. La fondazione di tale giardino, stando ad un'iscrizione presente sul portale, è attribuita alla principessa Zeb-un-Nisa nel 1646 d.C.. Il Chauburji è costituito da quattro torri (infatti chau significa quattro e burji significa torre) e mostra ancora oggi la gran parte della meravigliosa decorazione in piastrelle che originariamente copriva per intero l'edificio.

## Architettura

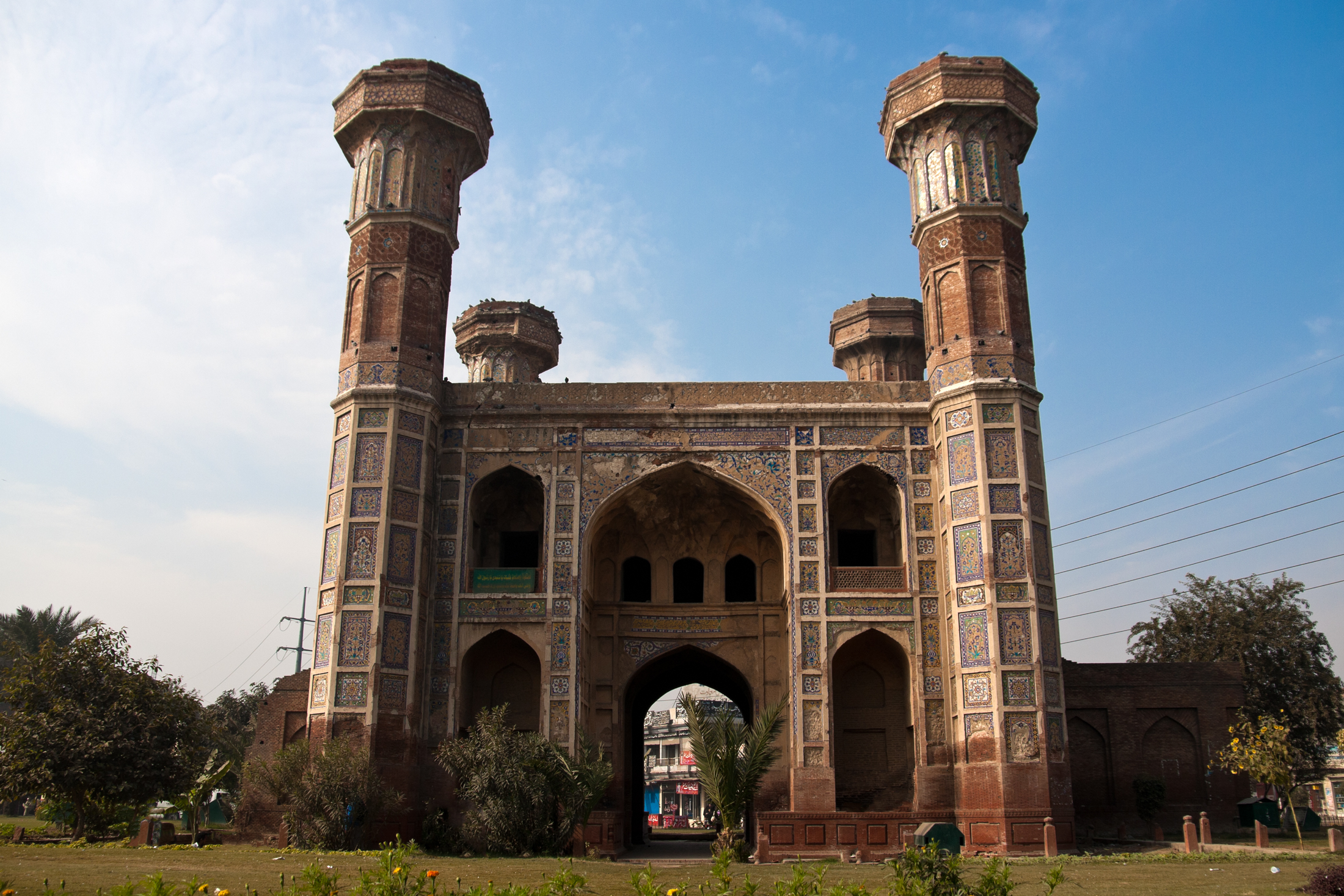
Il fronte principale.

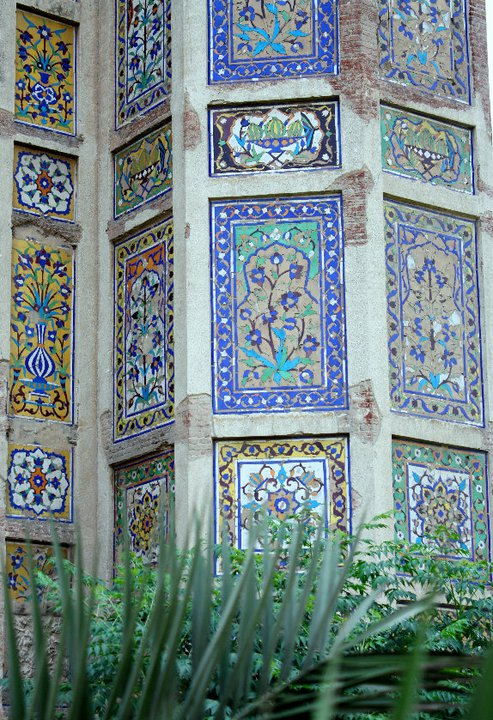
Particolare degli esterni.

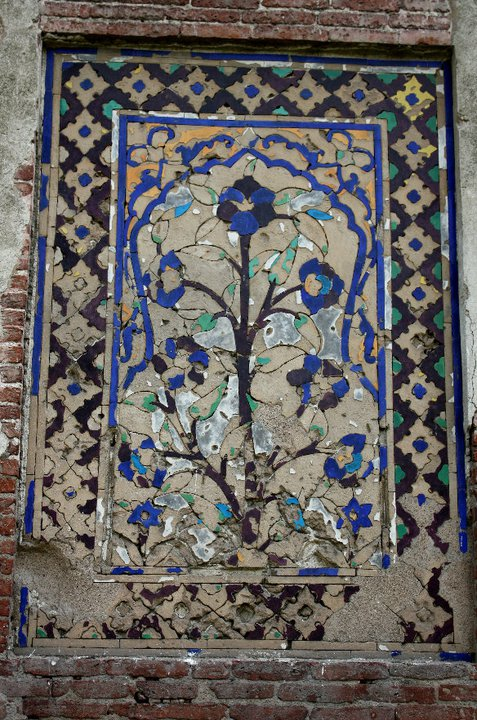
Dettaglio delle decorazioni in ceramica.

Chauburji rappresenta un mix tra architettura di Moghul e l'antico stile di costruzione  musulmano. Le sue caratteristiche distintive sono i minareti che si espandono dalla parte superiore, caratteristica assente in tutto il sub-continente. Alcuni, tuttavia, ritengono che questi minareti erano dotati di  cupole, poi crollate con il passare del tempo.  Gli archi sono in stile Tudor, adattato all'architettura islamica, in particolare nei mausolei Moghul e alle moschee. I mattoni rossi sono tipici degli edifici musulmani del subcontinente; le porte e le finestre che attraversano i corridoi interni sono caratteristici degli edifici Moghul. Lo scopo principale della costruzione sembra essere strettamente monumentale. L'edificio cadente, che non ha perso la sua eleganza, si trova da solo circondato dal vivace traffico della trafficata strada di Multan.

## Somiglianza con il Charminar di Hyderabad
Il dottor Ajaz Anwar scrisse su un articolo pubblicato sul Pakistan Times nell'aprile 1985: "Il vero prototipo del Chauburji è il Charminar (che significa: quattro minareti) di Hyderabad Deccan costruito nel 1591 da Muhammad Quli come un arco trionfale al bivio di quattro strade, che portano ai quattro quartieri della città vecchia. Minareti ottagonali sono stati successivamente utilizzati agli angoli della tomba di Jahangir stesso. Questo motivo è stato incorporato nel Taj dove i minareti affiancano gli angoli della piattaforma ... Il Charminar, sebbene si avvicini al Chauburji, ha un forte contrasto tra porzione inferiore molto semplice e porzione superiore pesantemente decorata. Nella tomba di Akbar, il marmo bianco e la pietra variegata danno la sensazione di essere stati aggiunto in seguito ... Chauburji, a causa del colore del mattone ornato con piastrelle smaltate aventi l'aspetto di rampicanti fioriti, mantiene caratteristiche distintive. "

## Il Giardino perduto di Zeb-un-Nisa
In origine Chauburji era porta di accesso al Giardino di Zeb-un-Nisa o Zebinda Begum, la figlia di Aurangzeb. Si pensa che il giardino fosse esteso da Nawanko, a sud della città di Lahore, verso nord. Tuttavia non è disponibile nessuna traccia di un tale giardino. Un'iscrizione frammentaria sull'architrave orientale dice che il giardino è stato costruito nel 1646 dC.
Sebbene la maggior parte delle iscrizioni sono andate perdute, nella parte superiore la maggior parte della costruzione può essere vista la scritta blu Ayat-ul-Kursi  in arabo, lavorata in porcellana. Altre includono due scritte in persiano sopra l'arco:
"Questo giardino, sul modello del giardino del Paradiso, è stato fondato (linea mancante) ... Il giardino è stato concesso a Mian Bai. Con la grazia di Zebinda Begum, la Signora del mondo ".
Si è quindi inteso che fu commissionato da Sahib-e-Zebinda, Begum-e- Dauran e fu conferito a Mian Bai Fakhrunnisa, l'addetto femminile preferito della principessa.

## Ristrutturazione
Durante un grave terremoto nel 1843, il minareto nord-occidentale è crollato e sono apparse crepe nell'arco centrale. Chauburji è stato tuttavia restaurato e la porta ora appare come sarebbe stata durante il tempo della sua protettrice Mogul. Il restauro è stato effettuato dal Dipartimento di Archeologia nel tardo 1960.